# Sumpter (Oregon)
Pour les articles homonymes, voir Sumpter.
Sumpter est une municipalité américaine située dans le comté de Baker en Oregon.
Lors du recensement de 2010, sa population est de 204 habitants. La municipalité s'étend sur 2,18 milles carrés (5,65 km2).
La localité doit son nom au Fort Sumpter, une ferme fondée par des Caroliniens du Nord en 1862. Sumpter devient une municipalité le 5 mai 1898.